# Золтан Рибли
Золтан Рибли (на унгарски: Ribli Zoltán) е унгарски шахматист, треньор и съдия по шахмат.
През 1970 г. получава звание международен майстор, а през 1973 г. – гросмайсторска титла. Изявява се също като шахматен литератор.

## Турнирни победи
- 1973 – Рейкявик
- 1975 – Будапеща (заедно с Лев Полугаевски)
- 1979 – Варшава
- 1980 – Мексико
- 1981 – Баден-Баден (заедно с Антъни Майлс)
- 1986 – Дортмунд
- 2002 – Опатижа

## Шахматни олимпиади
Има общо 12 участия на олимпиади. Спечелва четири отборни медала: златен и три сребърни. Индивидуално най-добре се представя през 1972 г. Тогава спечелва 13 т. от 17 възможни, с резултат (9+ 0– 8=). Общо на шахматните олимпиади изиграва 145 партии, спечелвайки 93 точки (49+ 8– 88=).
| Година | Организатор  | Отбор   | Класиране (отборно) | Дъска         |
| 1970   | Зиген        | Унгария | 2                   | Втора резерва |
| 1972   | Скопие       | Унгария | 2                   | Четвърта      |
| 1974   | Ница         | Унгария | 6                   | Четвърта      |
| 1978   | Буенос Айрес | Унгария | 1                   | Втора         |
| 1980   | Валета       | Унгария | 2                   | Втора         |
| 1982   | Люцерн       | Унгария | 5                   | Втора         |
| 1984   | Солун        | Унгария | 4                   | Втора         |
| 1986   | Дубай        | Унгария | 4                   | Втора         |
| 1988   | Солун        | Унгария | 5                   | Втора         |
| 1990   | Нови Сад     | Унгария | 17                  | Първа         |
| 1992   | Манила       | Унгария | 17                  | Трета         |
| 1994   | Москва       | Унгария | 8                   | Първа резерва |